# 阿達米夫卡 (貝雷濟夫卡區)
46°53′16″N 30°30′23″E / 46.88778°N 30.50639°E

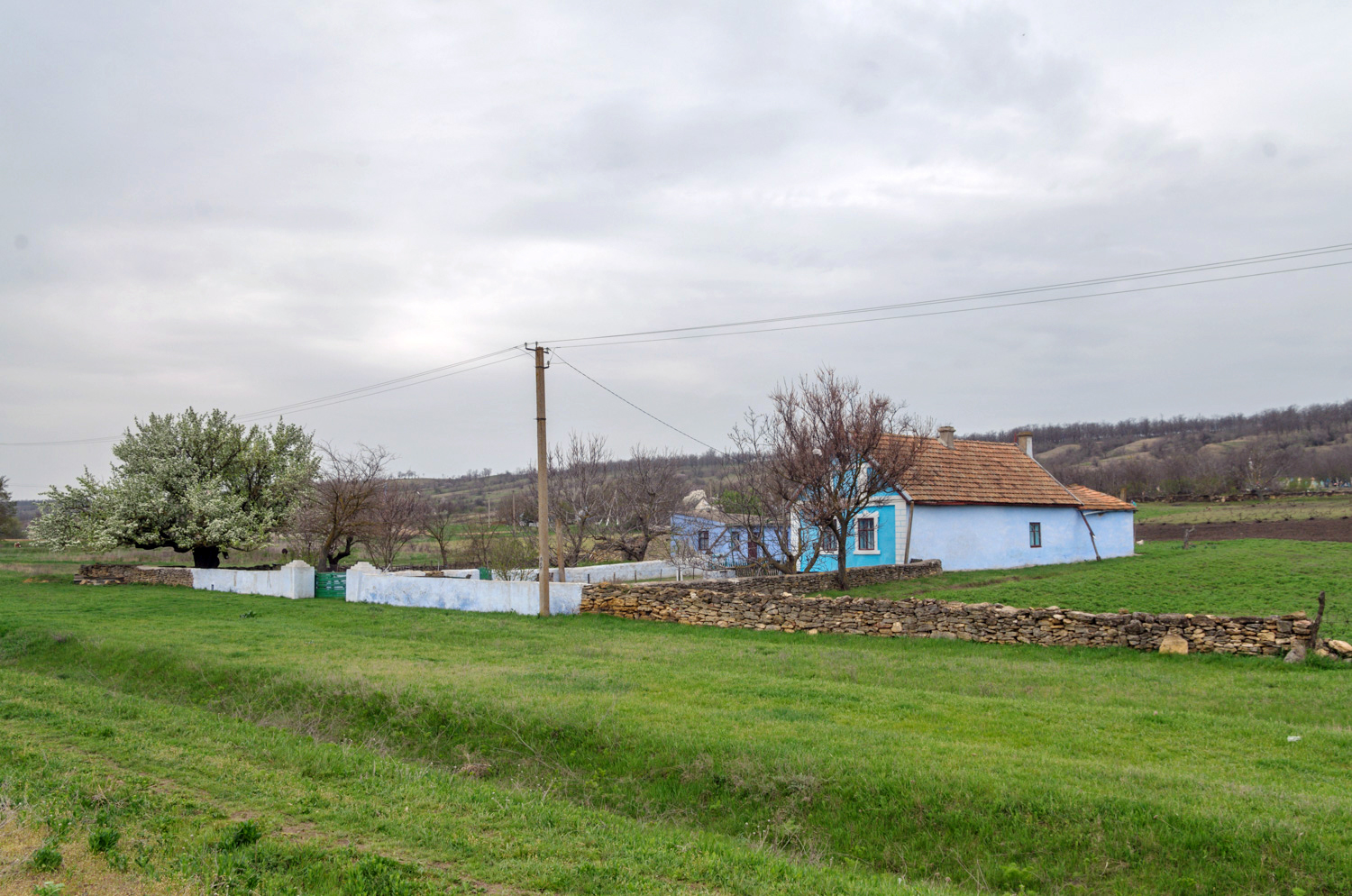

阿達米夫卡（羅馬化：Adamivka）是位於烏克蘭西南部的村莊，由敖德萨州贝雷济夫卡区的伊萬尼夫卡市鎮負責管轄。該村始建於1868年，面積2.52平方公里，海拔高度8米，2001年人口365，人口密度每平方公里145.01人。